# Sovětská ústřední televize
Sovětská ústřední televize (respektive Sovětská centrální televize, oficiální zkratka CT SSSR, rusky Центральное телевидение СССР, Centralnoje televiděnije SSSR, zkratkou ЦТ СССР) byla státní mediální instituce vlastněná a provozovaná Sovětským svazem, která zajišťovala v zemích SSSR televizní vysílání. Televizi řídil orgán zvaný Gosteleradio (Národní výbor televizního a rozhlasového vysílání Sovětského svazu), který byl podřízen Ministerstvu informací a tisku a Ministerstvu komunikací. Krom zajišťování televizního vysílání byla CT SSSR pověřena také výrobou televizních programů, převážně celostátního zaměření, ovšem částečně i regionálního. CT SSSR vznikla v roce 1951, kdy došlo k sjednocení Moskevské a Leningradské televize, CT SSSR vysílala až do roku 1991, tedy rozpadu SSSR.
V následovnických zemích ji nahradily nově vzniklé národní televize těchto zemí, v Ruské federaci ji nahradilo několik následovnických institucí.

## Historie

### Před vznikem CT SSSR
Hlavní médiem ve Sovětském svazu bylo před spuštěním televize rádio, ovšem během třicátých let byly započaty přípravy na spuštění televize. 1. října 1934 bylo veřejnosti umožněno začít si obstarávat první televizní přijímače, nadcházejícího roku bylo spuštěno první pokusné televizní vysílání, 1. března 1938 nahrazené celočasovým zkušebním vysíláním, které 9. března vyústilo ve spuštění normálního vysílání pro veřejnost, spuštěna byla Moskevská televize, která ve večerním vysílání nabízela zprávy, dokumentární filmy, hudební pořady a další pořady. 7. července byla pro severní část Sovětského svazu spuštěna Leningradská televize.
V roce 1941, na začátku Operace Barbarossa, bylo veškeré televizní vysílání ve Sovětském svazu na dobu neurčitou zrušeno z obav, že by se televize mohla stát nástrojem protivníků, zpočátku tak bylo učiněno s Moskevskou televizí, později i s Leningradskou, protože Leningrad byl již čtyři roky obléhán.
Dva dny před kapitulací Německa, 7. května 1945 bylo spuštěno zkušební vysílání televize SSSR pro účely připravovaného znovuspuštění.
Normální televizní vysílání bylo spuštěno 16. června 1949, jako první na světě začaly sovětské televize vysílat 625-řádkový obraz.

### Vznik CT SSSR
22. března 1951 byly Leningradská a Moskevská televize sloučeny do jedné a vznikla CT SSSR.
S Novým rokem 1955 spustila CT SSSR každodenní vysílání.
14. února 1956 byl spuštěn druhý program - regionální program zaměřený na Moskvu a okolí.
14. ledna 1960 začalo zkušební barevné vysílání.
29. března 1965 byl spuštěn třetí program, který byl z počátku zamýšlen jako osvětový program, jehož vysílání bylo produkováno ve spolupráci s Ministerstvem školství SSSR, zaměřen měl být na děti a mládež.
V roce 1967 byl spuštěn čtvrtý program,
V roce 1971 byl spuštěn šestý program. Pátý program byl vyhrazen oblasti Leningradu.

## Tvorba
U jednotlivých pořadů je uvedeno odkdy a dokdy byly vysílány. Pokud vysílání některého z pořadů převzala některá z následovnických televizí, rok ukončení vysílání odpovídá tomu roku, kdy následovnická televize ukončila vysílání - pokud jej vůbec ukončila.

### Zpravodajství a publicistika
- Время - Vremja - Čas: Hlavní zpravodajská relace (1968-...)
- 600 секунд - 600 sekund: Zpravodajsko-publicistický přehledník (1987-1993)
- Служу Советскому Союзу - Služu Sovětskomu Sojuzu - Sloužím Sovětskému svazu: Televizní relace „od vojáků a pro vojáky“, ve spolupráci s Ministerstvem obrany a Armádou SSSR (196?-1991)
- Сельский час - Seľskij čas - Venkovská hodina: Relace o zemědělství a venkovanech (1969-1992)
- Сегодня в мире - Segodňa v mire - Dnes ve světě: Relace o událostech ve světě (1978-1989)
- Международная панорама - Meždunarodnaja panorama - Mezinárodní panoramat: Nedělní politický magazín (1969-1987)
- Человек и закон - Čelověk i zakon - Člověk a zákon: Sociopolitická relace (1970-...)
- Панорама Подмосковья - Panorama Podmoskovja - Panorama Moskevska: Zpravodajsko-publicistický magazín o dění v Moskvě a okolí

### Zábavné pořady a pořady pro děti a mládež
- А ну-ка, девушки! a А ну-ка, мальчики! - A nu-ka, děvošky! a A nu-ka, malčiki! - No tak, holky! a No tak, kluci!: Populární soutěžní hry každá zaměřená na jedno ze dvou pohlaví teenageřů. (1970-1987)
- Будильник - Budiľnik: Dětský televizní pořad (1965-1998)
- Голубой огонёк - Galubuj agaňok - Modrý plamínek: Populární zábavné televizní varieté (1962-1988)
- До 16 и старше - Do 16 i starše - Do 16 i starší: Pořad pro mládež (1983-2001)
- Ералаш - Jeraláš - Mišmaš, Pelmel: Dětský seriál založený na skečích (1974-...)
- Кинопанорама - Kinopanorama: Relace zaměřená na kino a film (1962-1995)
- Мир и молодёжь - Mir i maladjož - Svět a mládež: Pořad pro mládež (1988-...)
- Фитиль - Fitil: Satiricko-komediální seriál založený na skečích (1962-1991)
- Что? Где? Когда? - Čto? Gde? Kagda? - Co? Kde? Kdy?: Intelektuální soutěžní hra (1975-...)

### Osvětové pořady
- Очевидное-невероятное - Očividnoje něvěrojatnoje - Očividné-Neuvěřitelné: Populární pořad o vědě (1973-1992)
- Здоровье - Zdarově - Zdraví: Týdeník o zdraví (1960-1991)

### Sport
- Футбольное обозрение - Futbolnoje obozrenije - Fotbalový přehledník: Sportovní týdeník zaměřený na fotbal (1980-1999)